# Abohimiadana
Abohimiadana – miejscowość i gmina (kaominina) w dystrykcie Andramasina, w regionie Analamanga na Madagaskarze.

## Geografia
Miejscowość położona jest około 45 km na południowy wschód od Antananarywy i około 7 km na zachód od jeziora Tsiazompaniry.

## Demografia i ekonomia
W 2001 roku oszacowano liczbę jego mieszkańców na 22 653. 95% ludności pracującej trudni się rolnictwem, a 20% hodowlą. Główną rośliną uprawną jest tu ryż. Ponadto uprawia się pomarańcze, maniok i fasola. 4,75% zatrudnionych jest w usługach.